# Ángel Galarza
Ángel Galarza Gago (Madrid, 4 de noviembre de 1891-París, 26 de julio de 1966) fue un jurista y político español, miembro sucesivamente del Partido Republicano Radical Socialista (PRRS) –a cuya fundación contribuyó en 1929–, del Partido Republicano Radical Socialista Independiente (PRRSI) y del Partido Socialista Obrero Español (PSOE). Ocupó los cargos de fiscal general de la República, director general de Seguridad y ministro de la Gobernación durante la Segunda República y la posterior guerra civil.

## Biografía
De ascendencia zamorana, Ángel Galarza nació en Madrid. Estudió la carrera de Derecho en la Universidad de Madrid, donde se licenció en 1919, se doctoró en 1921. De amplia formación jurídica, especializado en derecho penal, ejerció de abogado criminalista.

### Carrera
Su primera etapa fue de militancia socialista, afiliándose a la Agrupación Socialista Madrileña del partido Socialista Obrero Español (PSOE) en junio de 1919. Al cabo de unos años se alineó en las filas del republicanismo. Trabajó en la redacción del periódico El Sol (1920) y, posteriormente, en La Voz, donde trataba la información municipal y de tribunales y, alguna vez, la vida parlamentaria.
Fue detenido en 1929 por su participación en la preparación de un movimiento militar y civil en Murcia contra la dictadura de Primo de Rivera. Coincidió en la cárcel, entre otros, con Marcelino Domingo, Álvaro de Albornoz y Benito Artigas, con quienes fundó, ese año, el Partido Republicano Radical Socialista (PRRS) que, tras varias reuniones preparatorias en el Ateneo de Madrid, fue uno de los impulsores del Pacto de San Sebastián en el verano de 1930.
Su participación en el movimiento prorrepublicano de diciembre de 1930 le llevó de nuevo a la cárcel. Su proceso fue desglosado (separado) del de los firmantes del manifiesto republicano y compareció solo ante un tribunal de guerra que le impuso una condena más dura que la del resto de los encausados. Se encontraba aún en prisión al caer la Monarquía en abril de 1931.
Ya con la Segunda República, el gobierno provisional lo nombra fiscal general de la República y poco después director general de Seguridad puesto del que tomó posesión el 16 de mayo de 1931, siendo el creador de la Sección de Guardias de Asalto y de Vigilantes de Caminos dentro de los cuerpos de Seguridad, teniendo como segundo a Agustín Muñoz Grandes. Galarza fue también subsecretario del Ministerio de Comunicaciones. También fue concejal del Ayuntamiento de Madrid en abril de 1931 y diputado en Cortes por Zamora (junio de 1931), en representación del Partido Republicano Radical Socialista.  
En febrero de 1932 la Asamblea local de Madrid del PRRS lo expulsó del Partido y aunque asistió al III Congreso del mismo, celebrado en Santander en mayo de 1932, acabó abandonándolo para ingresar tiempo después en el Partido Socialista Obrero Español (1933), muy próximo a las tesis de Francisco Largo Caballero. Tras las elecciones generales de España de 1936, en las que salió elegido diputado por el PSOE en Zamora, su discurso político se radicaliza.
Durante su paso por las Cortes republicanas participó en las Comisiones de Responsabilidades, Presidencia y Reforma del Reglamento en la legislatura de 1931 a 1933 y en las de Actas y Calidades, Justicia, Gobernación, Presidencia, Suplicatorios y Reforma de Reglamento en la legislatura de 1936 a 1939.

### Guerra Civil
Al producirse el golpe de Estado que dio lugar a la Guerra Civil huyó de Zamora aconsejado por el también diputado y amigo suyo Antonio Rodríguez Cid, pasando  a Portugal sin esperar la llegada de los mineros de Ponferrada.
El 4 de septiembre de 1936, se hizo cargo del Ministerio de la Gobernación en los gabinetes presididos por Francisco Largo Caballero de septiembre de 1936 a mayo de 1937. Posteriormente, fue vocal del Tribunal de Responsabilidades Civiles.
Aunque durante el ministerio del general Sebastián Pozas, apenas se tomaron medidas para acabar con los paseos, fue Ángel Galarza quien sí firmó varias medidas legislativas con el objeto de atajar este clima de violencia especialmente grave en Madrid. Su labor se vio seriamente manchada por las matanzas de Paracuellos, y aunque es acusado por algunos autores (César Vidal) como uno de los responsables, otros como Ian Gibson descargan esa responsabilidad. Según Gibson (citando a su vez a Mijaíl Koltsov), el traslado de los presos derechistas encarcelados en las cárceles madrileñas fue acordado en el Consejo de Ministros del 1 de noviembre, siéndole encomendada la tarea a Galarza.  Para Gabriel Jackson, Galarza jamás pudo establecer un control efectivo sobre los guardianes de la prisión, hombres con las ideas más elementales sobre la justicia y algunos con largos antecedentes penales, quienes interpretaron las órdenes de evacuación a su modo.  El día 6, la cercanía a la capital del Ejército Franquista provoca que el gobierno republicano decida trasladarse a Valencia. Sin embargo, para entonces las evacuaciones seguían sin haber comenzado. El gobierno republicano abandonó la ciudad ese día, incluidos Galarza y Manuel Muñoz Martínez, a la sazón director general de Seguridad.
Fue cesado tras los sucesos de Mayo en Barcelona, y la posterior caída del gobierno de Francisco Largo Caballero.
Estuvo exiliado en México y Francia. Falleció en París el 25 de julio de 1966.